# EVGA
EVGA (вимовляється як І-Ві-Джі-Ей) — американський виробник материнських плат, графічних плат й іншого комп'ютерного обладнання зі штаб-квартирою у місті Бреє (Каліфорнія). Була заснована у липні 1999 року.
На своєму сайті компанія тримає публічний форум, що наповнений співробітниками компанії, що намагаються допомогти користувачам.